# Уречевлення (марксизм)
Урече́влення (реіфікація, реїфікація) (від англ. і фр. reification, нім. Reifikation, Versachlichung) — філософське та соціологічне поняття, яке означає перехід внутрішньої активності суспільної людини у її предметно-практичну дію, розгляд абстракції як об'єкта, іноді — опредметнення.
Уречевлення (реїфікація) (англ. process of making "thing-like") — це опредметнення (матеріалізація, об'єктивація) ідей та понять, ставлення до них як до об'єктів, які можна відчути, приписування будь-якому ідеальному явищу або процесу матеріального існування.
Реїфікація відображує процес «відділення» від людей їхніх міжособових стосунків, сприйняття останніх як речових, матеріальних відносин, котрі значною мірою є неконтрольованими. Наприклад, правові норми можуть розглядатися не як суспільний продукт, а як втручання Божественної, Вищої сили (рос. «предписание свыше»). Прикладом також можуть бути інформаційні системи, які винайдені людиною, але сприймаються як певні самостійні сили, котрі здатні управляти людством. Одним з проявів реїфікації є фетишизм предметних форм (товарів, релігійних, юридичних та інших символов, мови тощо).
Це поняття характерне для марксистського напрямку суспільних наук. К. Маркс ввів його до наукового вжитку як поняття, яке позначає історично минущу форму соціальних відносин, при якій відносини між людьми набувають видимості відносин між речами. При цьому відбувається знеособлення, деперсоніфікація людей і наділення речей їхніми властивостями (персоніфікація). Д. Лукач використовував його для опису ситуації, в якій соціальні відносини уявляються як неконтрольовані людиною, оскільки вони набули застиглої та незмінної властивості, майже так само, ніби вони були б рисами природного, а не соціального світу. Згідно з Лукачем, реїфікація, зокрема, притаманна капіталістичним суспільствам, де товари виробляються для обміну, а не для безпосереднього використання. Цей обмін маскує існуючі, реальні соціальні відносини. Наприклад, люди уявляють обмін заробітної платні на працю у вигляді обміну речей, а не у вигляді соціальних взаємин між людьми (роботодавцями та робітниками), які по суті є експлуататорськими. Реїфікація часто пов'язана з відчуженням — люди відчувають себе відчуженими від соціального світу, адже вони розуміють, що речова властивість цього світу не дає їм можливості контролювати його.
П. Бергер та Т. Лукман у своєму основному творі «Соціальне конструювання реальності» результатом реїфікації вважають соціальний порядок — сукупність стійких взаємодій, інститутів. Інститути, створені людиною та існуючі завдяки її діяльності, сприймаються як «об'єктивна реальність», яка не залежить від людини. Незважаючи на «сконструйований» характер, соціальний порядок є «об'єктивним» в тому значенні, що кажна окрема людина застає його вже «сформованим» і вимушена до нього пристосовуватися.